# アデノシン二リン酸
アデノシン二リン酸（アデノシンにリンさん、英：Adenosine diphosphate、略：ADP ）は、アデニン、リボース、および二つのリン酸分子からなる化学物質。リン酸は高エネルギーリン酸結合をとっており、ATP から ADP とリン酸基に分かれる際に放出されるエネルギーは生体内での主要なエネルギー源となっている。詳細は ATP の項目を参照のこと。
アデニル酸（AMP）とATPからアデニル酸キナーゼによって生成される。
{\displaystyle {\ce {{AMP}+ATP\ \leftrightarrows \ 2ADP}}}
ATPアーゼ（ATPase）によりATPが加水分解される場合にも生成される。
{\displaystyle {\ce {{ATP}+ H2O -> {ADP}+ H3PO4}}}
ADPは上記の化学反応のようにATPの分解やAMPのリン酸化によって生ずる。